# Vlădeni (Corlăteni), Botoșani
Vlădeni este un sat în comuna Corlăteni din județul Botoșani, Moldova, România.

## Obiective turistice
- Conacul Haret din Vlădeni

 Acest articol despre o localitate din județul Botoșani este deocamdată un ciot. Puteți ajuta Wikipedia prin completarea lui.